# 熱河街
熱河街（Rehe St.）為高雄市三民區的東西向主要街道，本街道共分成三個部分。起端為民族一路，末端為美都路。為三民區東邊往來中都地區的重要街道。

## 沿經區域
- 三民區

## 分段
熱河街共分成三個部分：
- 熱河一街：東起於民族一路口，西於博愛一路口接熱河二街。
- 熱河二街：東於博愛一路口接熱河一街，西於中華二路口接熱河三街。
- 熱河三街：東於中華二路口接熱河二街，西止於美都路口。

## 沿線設施
（由東至西）
- 熱河一街
  - 高雄市三民區愛國國民小學
  - 高雄市立三民網球場
  - 吉林夜市

- 熱河二街
  - 高雄市政府警察局三民一分局
- 熱河三街
  - 美都安居社會住宅（興建中）
  - 中都濕地公園

## 公共自行車
- 高雄市公共自行車租賃系統：
  - 愛國國小：熱河一街/孝順街(東北側)
  - 熱河自由路口：熱河一街口/熱河一街160巷東南側
  - 博愛熱河二街口：博愛一路/熱河二街(西北側)
  - 中華熱河三街口：中華二路/熱河三街口(西北側)

## 內部連結
- 高雄市主要道路列表